# Тамайо, Франц
Франц (Франс) Тамайо Соларес (исп. Franz Tamayo Solares; 28 февраля 1878, Ла-Пас (Боливия) — 29 июля 1956, там же) — боливийский государственный деятель, политик, дипломат, поэт и писатель, публицист, министр иностранных дел Боливии в 1932–1933 годах.
Идеолог теории индианизма и критик испанского влияния на культуру Боливии.
Известен своим красноречием. Интеллектуал, философ.

## Биография
Метис по происхождению. В его жилах текла кровь испанцев и индейцев Аймара. Родился в богатой семье. Его отец был дипломатическим представителем в Бразилии, а после гражданской войны 1899 года, поселился со своей семьей в Европе.
В детстве много путешествовал с семьей в Европе, провёл несколько месяцев во Франции и Великобритании, где начали формироваться его литературные предпочтения.
Вернулся в Боливию в 1904 году, но в 1908 году вновь покинул страну, и отправился учиться в Сорбонну.
Получил диплом юриста в Университете Сан-Андреса.
В 1911 г. был одним из основателей Боливийской радикальной партии. Позже поддерживал Либеральную партию Боливии, затем переключился на сторону оппозиции, стал членом Республиканской партии. В 1914 году бы избран депутатом Национального Конгресса от Ла-Паса, а в 1917 выдвигался на пост президента страны (до выборов допущен не был). В 1915 году основал новую газету «El Fígaro», а в 1917 году – «El Hombre Libre», которую возглавил. С самого начала постоянно критиковал власть имущих как в парламенте, так и в прессе.
В 1921 году был представителем Боливии в Лиге Наций, где предложил пересмотреть договор 1904 года с Чили, окончательно лишивший Боливию выхода к океану. В 1926 году был назначен консультантом Министерства иностранных дел во время президентства Эрнандо Силеса. В 1931 году был председателем Законодательного собрания.
Автор образовательных трактатов, также выступал в качестве адвоката, журналиста и дипломата.
При президенте Д. Саламанке в 1932 году был назначен министром иностранных дел Боливии.
Участвуя в президентских выборах 11 ноября 1934 года победил, получив 59,2 % голосов, однако не смог вступить в должность из-за военного переворота, в результате которого итоги выборов были аннулированы военными, которые свергли президента Даниэля Саламанку 27 ноября 1934 года.
После переворота в декабре 1943 года стал председателем Учредительного собрания, однако в 1945 году ушёл в отставку со своего поста.

## Творчество
Расовые понятия Тамайо были и продолжают сильно влиять на боливийскую общественную мысль, культурную жизнь. В книге «Создание национальной педагогики» (1910) выдвинул тезис об индейском населении, как основе боливийской нации. Оказал большое влияние на развитие националистического движения Боливии, подготовившего революцию 1952 г. Автор сборников стихов «Оды» (1898), «Новые рубаи» (1927), «Скерцо» (1932).

## Личная жизнь
Был дважды женат. Первая жена – француженка Бланка Буйон, в этом браке родилось двое детей. Вторая жена – боливийка Луиса Галиндо, в этом браке родилось пятнадцать детей.

## Память
- Его именем названа одна из провинций департамента Боливии Ла-Пас — Франс-Тамайо.
- Имя поэта присвоено Университету Франца Тамайо в Ла-Пасе.
- Его именем назван культурный центр в Ла-Пасе.
- Изображение Франца Тамайо помещено на банкноте Боливии 1986 года достоинством 200 боливиано[1].